# Вјелуњ
Вјелуњ  (пољ. Wieluń) град је и општина у Пољској. Налази се у војводству Лођ, у вјелуњском повјату.
.

## Демографија
| 2012.  |
| ------ |
| 23.837 |

## Партнерски градови
- Охтруп
- Остербург
- Сењ
- Аделебсен